# Пресбиопия
Пресбиопия («старческое зрение», греч. πρεσβυωπία < presbus ‘пожилой человек’ + ōps, ōp- ‘глаз’) — возрастная аномалия рефракции глаза, при которой происходит нарушение аккомодации.
При пресбиопии глаз не может сам менять рефракцию на необходимое количество диоптрий при переводе взгляда с близи в даль и наоборот.

## Этимология
Термин «пресбиопия» происходит от греческого слова πρέσβυς, означающего «старый человек» или «старик» и новолатинского суффикса «-opia», означающего «близорукость», что даёт наименование, используемое медицинской литературой, а дословный перевод будет звучать как «старые глаза».

## Характеристика болезни
Точный механизм, вызывающий заболевание, неизвестен; по данным исследований, наиболее вероятной причиной называют потерю эластичности хрусталиком, хотя также к причинам относят изменение кривизны хрусталика и ослабление цилиарной мышцы, отвечающей за фокусировку зрения. Под передней капсулой хрусталика имеется слой эпителия. Эпителиальные клетки в области экватора становятся выше и образуют так называемую ростковую зону хрусталика. Эта зона поставляет в течение всей жизни новые клетки как на переднюю, так и на заднюю поверхность хрусталика. По мере роста новых волокон старые оттесняются к центру и уплотняются образуя ядро, что постепенно ведет к пресбиопии.
Как и седина с морщинами, пресбиопия является одним из возрастных симптомов естественного механизма старения. В группе риска находятся все люди в возрасте старше 35 лет.
Первые признаки пресбиопии — это зрительное напряжение, проблемы со зрением в тусклом свете, проблемы с фокусировкой на небольших предметах и/или мелком шрифте — обычно первые симптомы замечают в возрасте от 40 до 50 лет. Возможность фокусировки зрения на небольших предметах требует аккомодацию около 20 диоптрий (фокусировка на объекте в 50 мм от наблюдателя) у детей до 10 диоптрий в возрасте 25 лет (100 мм) и уровни от 0,5 до 1 диоптрии в возрасте 60 лет (возможность фокусировки на предмете в 1-2 метрах). Ожидаемые максимальные и минимальные амплитуды аккомодации для пациентов с исправленным зрением в данном возрасте могут быть определены по формулам Хофстеттера: ожидаемая амплитуда {\displaystyle (D)=18,5-0,3\cdot x} (где х — возраст в годах), максимальная амплитуда {\displaystyle (D)=25-0,4\cdot x} и минимальная амплитуда {\displaystyle (D)=15-0,25\cdot x}.

## Симптомы
Первыми симптомами, замечаемыми людьми, является затруднённость прочтения мелкого шрифта, особенно в условиях слабой освещённости, астенопия при долгом чтении, размытие вблизи и мгновенная затуманенность зрения при переводе взгляда между близко и далеко расположенными предметами. При крайней форме пресбиопии многие жалуются, что их руки стали «слишком короткими», чтобы держать материал на удобном расстоянии.
Симптомы пресбиопии, как и другие дефекты зрения, становятся менее выраженными при ярком солнечном свете благодаря тому, что уменьшается диаметр зрачка. Напротив, их можно ощутить после ввода расширяющих зрачки веществ. Как и с любыми другими линзами, в этом случае увеличение числа диафрагмы увеличивает глубину резкости за счёт снижения степени размытия объектов вне фокуса (сравнение влияния диафрагмы на глубину резко отображаемого пространства в фотографии).

## Коррекция

### Метод операцией на роговице
Эксимерлазерная коррекция — метод коррекции пресбиопии.
Наиболее распространены две технологии лазерной коррекции (Supracor и Presbylasik). В ходе операции, в центральной части на поверхности роговицы формируется дополнительная «плюсовая» линза за счет абляции ткани, создающая свойство мультифокальности роговицы, тем самым формируется несколько фокусов. Мультифокальная поверхность роговицы дает возможность видеть как вдаль, так и вблизи без очков. Операцию, как правило, выполняют на обоих глазах одновременно.
Основные показания к эксимерлазерной коррекции пресбиопии (Supracor):
- возраст от 44 до 65 лет;
- гиперметропия от +0,25 до +5,0 диоптрий;
- миопия от −2,0 до −5,0 диоптрий;
- астигматизм до 2,0 диоптрий;
- корригируемая острота зрения от 0,8 до 1,0;
- разница между субъективной рефракцией и рефракцией после циклоплегии до 0,75 диоптрий и менее;
- аддидация вблизи +1,5 диоптрий и более;
- диаметр зрачка в фотопических условиях не более чем 2,9 мм;
- диаметр зрачка в мезопических условиях не более чем 6,5 мм;
- отсутствие противопоказаний к LASIK.

### Метод заменой хрусталика
Интраокулярная коррекция — метод коррекции с помощью операции на глазу. При нём происходит замена нативного хрусталика на искусственный, так называемую интраокулярную линзу (ИОЛ).
При наличии катаракты или без нее, при условии сохранении целостности связочного аппарата хрусталика, возможно применение интраокулярной коррекции мультифокальными линзами.
ИОЛ в стандартных случаях имплантируют в капсульный мешок. После этой операции наилучшая фокусировка на сетчатке глаза сможет быть достигнута если во время операции будет произведена оптимальная центрация ИОЛ.
Наиболее естественным вариантом является вживление аккомодирующей ИОЛ, хотя на практике часто имплантируются мультифокальные линзы. После имплантации аккомодирующей линзы или мультифокальной ИОЛ, в отличие от жёсткой монофокальной, большинству пациентов не нужны очки или контактные линзы, но мультифокальные линзы имеют некоторые недостатки с качеством изображения, по сравнению с монофокальными, и при некоторых профессиях не показаны. Именно монофокальные и аккомодирующие ИОЛ обеспечивают максимальное качество зрения, но не имеют возможности аккомодации.

#### Осложнения интраокулярной коррекции с мультифокальными линзами
Общие проблемы с мультифокальными линзами — нечеткое зрение и световые явления, связанные с остаточной аметропией, большой размер зрачка, аномалии волнового фронта, сухость глаз и децентрация ИОЛ (смещение от центра — оптической оси глаза — при слабости связочного аппарата хрусталика). Основными причинами неудовлетворенности пациентов после установки мультифокальных ИОЛ — неспособность к нейроадаптации, смещение линзы, остаточная ошибка рефракции. Чтобы избежать осложнений после имплантации мультифокальной ИОЛ, до операции учитывают образ жизни пациента (возможен подбор бифокальной, трифокальной или ИОЛ с углубленной фокусировкой); выполняют исчерпывающее офтальмологическое обследование, и информируют о возможных визуальных эффектах.
В конце октября 2021 года в США был одобрен препарат «Vuity» (пилокарпин), предназначенный для лечения пресбиопии у взрослых. Пилокарпин, реализованный в рецептуре глазных капель, — холинергический агонист мускаринового ряда, активирующий мускариновые рецепторы, расположенные на гладких мышцах, таких как круговая мышца радужной оболочки (сфинктер зрачка) и цилиарная (ресничная) мышца. Сокращение первой приводит к сужению зрачка, что улучшает остроту зрения вблизи и на среднем расстоянии при сохранении некоторой зрачковой реакции на свет. Сокращение второй переводит глаз в более близорукое состояние. В 2025 г. был одобрен ацеклидин.